# Ахекян Тетяна Луківна
Тетя́на Лукі́вна Ахекя́н  (21 лютого 1927, Київ — 27 січня 2021, Київ) — українська артистка балету, балетмейстерка, професор. Народна артистка України (1998).

## Життєпис
1943 — закінчила Київське державне хореографічне училище.
1950 — закінчила Ленінградську консерваторію (клас А. Я. Ваганової).
1943—1947 і 1951—1971 — артистка балету, 1971—1988 — балетмейстерка-репетиторка Київського театру опери та балету ім. Т. Г. Шевченка.
1950—1955 і 1958—1961 — викладачка Київського хореографічного училища.
1968—1969 — балетмейстерка-репетиторка Університету красних мистецтв у м. Пномпень (Камбоджа).
1971—1975 — педагогиня Хореографічної студії при Державному ансамблі народного танцю ім. П. Вірського. З 1997 — педагогиня Національного академічного заслуженого ансамблю танцю ім. П. Вірського.
1970—1983 — педагогиня-хореографка Українського народного хору ім. Г. Верьовки.
1989—1996 — балетмейстерка-репетиторка Київського театру класичного балету.
1993—1997 — викладачка методики класичного танцю Київського інституту театрального мистецтва.
З 1996 — художня керівниця ансамблю «Балет на льоду».
Гастролювала в Іспанії, Франції, Японії, Бельгії, Чехії, Словаччині, Румунії, Югославії, Італії, Великій Британії, Півдненній Кореї. Викладала в Італії, Хорватії, Румунії.
Померла в Києві 27 січня 2021 року.

## Визнання
- 1998 — Народна артистка України
- 2003 — Почесна грамота Кабінету Міністрів[3]
- 2007 — Орден «За заслуги» III ступеня[4]